# Faglia di Sant'Andrea

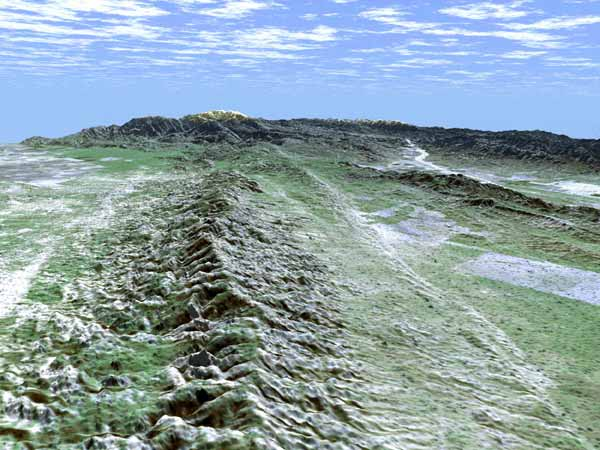
Il tratto della faglia di Sant'Andrea vista dalla Carrizo Plain nella California centrale che prende il nome di Elkhorn Scarp.

La faglia di Sant'Andrea (in inglese San Andreas Fault) è una faglia trascorrente con movimento destro che si estende per circa 1200 km attraverso la California, tra la placca nordamericana e la placca pacifica, congiungendo il margine convergente di Cascadia (zona di subduzione della Cascadia) con il margine divergente del golfo della California (dorsale del Pacifico orientale). È famosa per i devastanti terremoti che si sono verificati nelle sue immediate vicinanze.
Fu individuata per la prima volta nella California settentrionale nel 1895 da Andrew Lawson, professore di geologia dell'Università di Berkeley, che la chiamò così a partire da un piccolo lago, Laguna de San Andreas, situato in una valle formata proprio dalla faglia a sud di San Francisco. Dopo il terremoto di San Francisco del 1906, Lawson scoprì inoltre che i danni peggiori la faglia li avrebbe fatti nella parte meridionale della California nei pressi di Los Angeles, perché è proprio lì che ha accumulato il maggior grado di energia.

## Descrizione

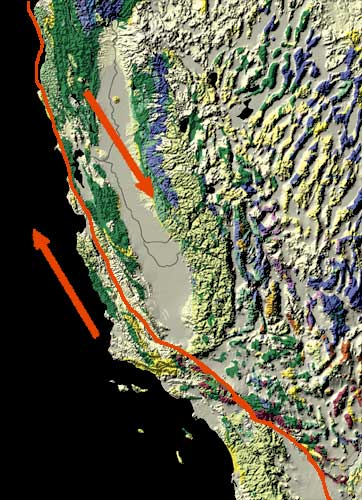
Mappa della faglia di Sant'Andrea, che mostra il movimento relativo.

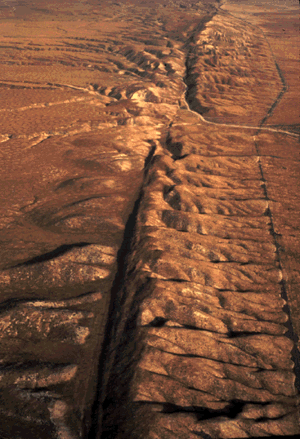
La faglia di Sant'Andrea nella Carrizo Plain della California meridionale.

La faglia di Sant'Andrea può essere divisa in tre segmenti o parti:
La parte meridionale (nota come "segmento Mojave") inizia presso il mare di Salton e procede verso nord curvando leggermente verso ovest dove incontra le Montagne di San Bernardino. Da qui corre lungo la base meridionale di queste montagne e prosegue in direzione nordovest verso le San Gabriel Mountains. Queste montagne sono il risultato del movimento della faglia e sono chiamate anche Transverse Range ("catena trasversale"). Questo segmento rappresenta l'area della faglia più analizzata dai geologi di tutto il mondo. Ciò è dovuto alla presenza proprio sulla faglia della città di Palmdale, presso la quale le due zolle di crosta terrestre sono ben visibili.
Quest'area, chiamata Big Bend ("grande piega"), è ritenuta il punto in cui le due placche esercitano una contro l'altra la pressione massima. In quest'area tra un forte terremoto e il successivo trascorrono mediamente 140-160 anni. A nord-ovest di Frazier Park la faglia corre attraverso la Carrizo Plain, una lunga distesa priva di vegetazione lungo la quale la faglia è ampiamente visibile ed è chiamata Elkhorn Scarp. La parte centrale della faglia corre in direzione nord-ovest da Parkfield a Hollister. Mentre la sezione più meridionale del segmento, e soprattutto Parkfield, ha sostenuto numerosi terremoti, il resto della faglia centrale è sottoposta al cosiddetto scorrimento asismico, che permette alla faglia di muoversi senza che avvengano terremoti.
La parte settentrionale inizia da Hollister e attraversa la penisola di San Francisco, lambendo la città, presso la quale percorre un tratto di mare. Segue dunque la costa californiana fino ai pressi di capo Mendocino, dove è presente una tripla giunzione di placche tettoniche diverse, che risulta essere tra le regioni geologicamente più instabili. La regione è un'area di subduzione della placca Juan de Fuca, sia sotto la placca pacifica (a ovest) che sotto la placca nordamericana (a nord).

## Ricerche scientifiche
I sismologi hanno scoperto che la sezione della faglia nei pressi di Parkfield produce terremoti di magnitudo 6.0 con intervalli regolari di circa 22 anni. Dopo i sismi del 1857, 1881, 1901, 1922, 1934 e 1966, era stato previsto un terremoto nel 1993. In realtà è avvenuto nel 2004. A causa della frequente e regolare attività, Parkfield è diventata una delle località più popolari del mondo in cui tentare di prevedere e registrare grandi terremoti.
Nel 2004 sono cominciati i lavori a nord di Parkfield nel San Andreas Fault Observatory at Depth (SAFOD). L'obiettivo del SAFOD è di effettuare una perforazione di circa 3 km nella crosta terrestre e dentro la faglia di Sant'Andrea. Verrà installata una griglia di sensori per monitorare e registrare i terremoti in quest'area.
Altre ricerche sulla faglia, tese a monitorare la velocità di scorrimento lungo la faglia, hanno evidenziato che le città di Los Angeles e San Francisco (che giacciono su lati opposti della faglia) si stanno avvicinando tra loro, trasportate dalla faglia stessa, alla velocità di 6 mm all'anno.

## Terremoti rilevanti
I tre terremoti più rilevanti legati all'attività geologica della faglia di Sant'Andrea sono i seguenti:
- 1857 - frattura di 350 km (220 miglia) nella California centrale e del sud, da Parkfield fino a Cajon Pass (a sud di Wrightwood). Conosciuto come "terremoto di Fort Tejon", l'epicentro è stato posizionato appena a sud di Parkfield. Sono state registrate solo 2 vittime. Magnitudo stimata: 8.0.
- 1906 - frattura di 430 km (270 miglia) nella California del nord, da San Juan Bautista ad Eureka. L'epicentro fu nei pressi di San Francisco. Nel terremoto e nel successivo incendio morirono circa 3000 persone. Magnitudo stimata: 8.3 (cfr. Terremoto di San Francisco)
- 1989 - frattura di 40 km (25 miglia) presso Santa Cruz, che causò 64 tra morti e feriti gravi, ma danni localizzati nell'area della Baia di San Francisco. Magnitudo: 7.1 (cfr. Terremoto di Loma Prieta).

Il 28 settembre 2004 alle 10:15 un terremoto di sesto grado della scala Richter colpì Parkfield. Le teorie sulla predizione dei terremoti conosciute all'epoca l'avevano prospettato nel 1993, undici anni prima. Sebbene la previsione temporale si sia rivelata largamente imprecisa (38 anni contro un intervallo medio tra un terremoto e l'altro pari a 22 anni), la magnitudo fu esattamente quella prevista.
Da tempo si parla del Big One, un terremoto di enormi proporzioni che, secondo il libro di Curt Gentry, Last Days of the Late, Great State of California, farebbe staccare la California dal continente americano. Tuttavia, come detto prima, la faglia di San Andreas è del tipo trascorrente; di conseguenza questo scenario non è plausibile.